# Бланка I (королева Наварри)
Бланка Ι (6 липня 1387, Памплона — 1 квітня 1441, Санта-Марія-ла-Реаль-де-Ньєва) — королева Наварри (після смерті свого батька) і королева Сицилії (через шлюб). Четверта дочка короля Наварри Карла ΙΙΙ і його дружини Елеонори Кастильської.

## Біографія
У 1402 році Бланка була видана заміж за короля Сицилії Мартина I. Спочатку шлюб був укладений за дорученням у Катанії 21 травня, 26 грудня шлюб був укладений особисто. Однак дочка і син, що народилися в цьому шлюбі, померли немовлятами. А 25 липня 1409 році помер і сам Мартин. Оскільки він від двох шлюбів дітей не залишив, то сицилійську корону успадкував його батько, Мартин I, король Арагону, коронований з ім'ям Мартин II. Після цього Бланка перебралася до Франції.
У тому ж 1409 році в Парижі Бланка була заручена з Людвігом Баварським, братом королеви Ізабелли Баварської, дружини короля Франції Карла VI Божевільного, однак у 1410 році заручини було розірвано. У цьому ж році Бланка була знову заручена — цього разу зі спадкоємцем Барського герцогства Едуардом, але і ця весілля не відбулось.
У 1413 році померла старша сестра Бланки — Хуана, в результаті чого Бланка, старша з дітей стала спадкоємицею Наваррського престолу. Офіційно вона була визнана батьком, Карлом III, що не мав законних синів, спадкоємицею 28 жовтня 1416 в Оліте. А 5 листопада 1419 року в Оліте було оголошено про шлюб Бланки з Хуаном, другим сином короля Арагону Фердинанда I. Шлюбний контракт було підписано 5 грудня у Памплоні. 10 червня 1420 році Хуан прибув до Памплони, де 18 червня відбулася шлюбна церемонія.
8 вересня 1425 році помер Карл III Наваррський. Бланка була коронована разом з чоловіком, Хуаном Арагонським, в Памплоні 15 травня 1425 року. Однак за життя Бланки Хуан не втручався в її управління королівством, беручи участь у громадянських війнах в Кастилії.
Крім Наварри, вона пред'явила права на Французьке герцогство Немур, герцогом якого був її батько. З цією вимогою вона звернулася до короля Франції Карла VII. Рішення було прийнято тільки 5 лютого 1437 року, в результаті якого король Карл надавав на один рік Бланці управління і доходи від герцогства. При цьому міста Немур, Шато-Ландон, Куртене та Мец-ле-Марешаль виключалися із земель, керованих Бланкою, а король зберігав всі права на герцогство. Але Бланка продовжувала використовувати титул герцогиня Немурська.
Бланка померла в 1441 році. Згідно з її заповітом, спадкоємцем мав стати син Карл ΙV, принц Віанський, при цьому за життя батька він не повинен був носити титул короля. Однак у підсумку Іоанн усунув сина від управління і відмовився визнати його права на наваррський корону, що викликало громадянську війну в Наваррі.

## Родина
1 Чоловік — Мартин (1376—1409), король Сицилії, спадкоємець Арагонського престолу.
Діти:
- Мартин (1406—1407[4]) — спадкоємець Сицилійського і Арагонського престолу, помер через кілька місяців по народженні[4]

2 Чоловік — Іоанн (1398—1479), король Арагону і Сицилії, представник династії Трастамара.
Діти:
- Карл (29 травня 1421 — 23 вересня 1461) — король Наварри з 1 квітня 1441 року
- Іоанна (1423 — 22 серпня 1425[5]) — померла в дитинстві.
- Бланка (9 червня 1424 — 2 грудня 1464) — королева Наварри з 23 вересня 1461 року
- Елеонора (2 лютого 1426 — 12 лютого 1479) — королева Наварри з 2 грудня 1464 року